# AZ in het seizoen 2025/26 (vrouwen)
Het seizoen 2025/26 is het zevende jaar in het bestaan van het Alkmaarse vrouwenvoetbalelftal van AZ. De club komt uit in de Eredivisie en neemt ook deel aan het toernooi om de KNVB Beker.

## Selectie en technische staf

### Selectie
| Nr.             | Nat.               | Naam                 | Competitie  | Competitie  | Beker       | Beker       | Totaal      | Totaal      | Seizoen bij AZ | Vorige club   | Contract     |
| Nr.             | Nat.               | Naam                 | W           | Goal        | W           | Goal        | W           | Goal        | Seizoen bij AZ | Vorige club   | Contract     |
| Doelvrouwen     | Doelvrouwen        | Doelvrouwen          | Doelvrouwen | Doelvrouwen | Doelvrouwen | Doelvrouwen | Doelvrouwen | Doelvrouwen | Doelvrouwen    | Doelvrouwen   | Doelvrouwen  |
| --------------- | ------------------ | -------------------- | ----------- | ----------- | ----------- | ----------- | ----------- | ----------- | -------------- | ------------- | ------------ |
| 13              | Vlag van Nederland | Febe Copier          | 0           | 0           | 0           | 0           | 0           | 0           | 2e             | FC Utrecht    | 30 juni 2027 |
| 16              | Vlag van Nederland | Netty Booms          | 0           | 0           | 0           | 0           | 0           | 0           | 3e             | VV Alkmaar    | 30 juni 2027 |
| Verdedigsters   |                    |                      |             |             |             |             |             |             |                |               |              |
| 2               | Vlag van Nederland | Ginia Caprino        | 0           | 0           | 0           | 0           | 0           | 0           | 3e             | VV Alkmaar    | 30 juni 2027 |
| 3               | Vlag van Nederland | Djoeke de Ridder     | 0           | 0           | 0           | 0           | 0           | 0           | 3e             | Jeugd         | 30 juni 2027 |
| 4               | Vlag van Nederland | Karlijn Woons        | 0           | 0           | 0           | 0           | 0           | 0           | 3e             | VV Alkmaar    | 30 juni 2027 |
| 5               | Vlag van Nederland | Camie Mol            | 0           | 0           | 0           | 0           | 0           | 0           | 3e             | VV Alkmaar    | 30 juni 2027 |
| 15              | Vlag van Nederland | Pleun Groot          | 0           | 0           | 0           | 0           | 0           | 0           | 3e             | Jeugd         | 30 juni 2027 |
| 23              | Vlag van Nederland | Maudy Stoop          | 0           | 0           | 0           | 0           | 0           | 0           | 3e             | VV Alkmaar    | 30 juni 2027 |
| Middenveldsters |                    |                      |             |             |             |             |             |             |                |               |              |
| 8               | Vlag van Nederland | Manique de Vette     | 0           | 0           | 0           | 0           | 0           | 0           | 3e             | VV Alkmaar    | 30 juni 2027 |
| 10              | Vlag van Nederland | Desiree van Lunteren | 0           | 0           | 0           | 0           | 0           | 0           | 5e             | PSV           | 30 juni 2027 |
| 14              | Vlag van Nederland | Bo op de Weegh       | 0           | 0           | 0           | 0           | 0           | 0           | 3e             | Jeugd         | 30 juni 2027 |
| 20              | Vlag van Nederland | Mirte van Bentum     | 0           | 0           | 0           | 0           | 0           | 0           | 3e             | VV Alkmaar    | 30 juni 2027 |
| 21              | Vlag van Nederland | Jasmijn van Uden     | 0           | 0           | 0           | 0           | 0           | 0           | 2e             | PSV           | 30 juni 2026 |
| 22              | Vlag van Nederland | Kealyn Thomas        | 0           | 0           | 0           | 0           | 0           | 0           | 2e             | PSV           | 30 juni 2026 |
| ?               | Vlag van Nederland | Jet van Beijeren     | 0           | 0           | 0           | 0           | 0           | 0           | 1e             | sc Heerenveen | 30 juni 2027 |
| Aanvalsters     |                    |                      |             |             |             |             |             |             |                |               |              |
| 9               | Vlag van Nederland | Floor Spaan          | 0           | 0           | 0           | 0           | 0           | 0           | 3e             | VV Alkmaar    | 30 juni 2026 |
| 11              | Vlag van Nederland | Fieke Kroese         | 0           | 0           | 0           | 0           | 0           | 0           | 2e             | FC Twente     | 30 juni 2026 |
| ?               | Vlag van Nederland | Shanique Dessing     | 0           | 0           | 0           | 0           | 0           | 0           | 1e             | PSV           | 30 juni 2027 |
| ?               | Vlag van Nederland | Ayah Elaoudi         | 0           | 0           | 0           | 0           | 0           | 0           | 1e             | Jeugd         | 30 juni 2027 |
| ?               | Vlag van Tunesië   | Sabrine Ellouzi      | 0           | 0           | 0           | 0           | 0           | 0           | 1e             | Excelsior     | 30 juni 2026 |
| Nr.             | Nat.               | Naam                 | W           | Goal        | W           | Goal        | W           | Goal        | Seizoen bij AZ | Vorige club   | Contract     |
| Nr.             | Nat.               | Naam                 | Competitie  | Competitie  | Beker       | Beker       | Totaal      | Totaal      | Seizoen bij AZ | Vorige club   | Contract     |

### Legenda
| # | Reden                                          |
| - | ---------------------------------------------- |
|   | Heeft de club in het lopende seizoen verlaten. |

### Staf
| Naam            | Nationaliteit | Functie      | Sinds | Contract | Vorige club |
| --------------- | ------------- | ------------ | ----- | -------- | ----------- |
| Technische Staf |               |              |       |          |             |
| Wouter de Vogel | Nederland     | Hoofdtrainer | 2023  | 2024     | VV Alkmaar  |
| Medische Staf   |               |              |       |          |             |
|                 |               |              |       |          |             |
| Overige Staf    |               |              |       |          |             |
|                 |               |              |       |          |             |

## Transfers

### Zomer

#### Aangetrokken 2025/26
| Nat.               | Naam             | Van           | Contract     | Bijzonderheden |
| ------------------ | ---------------- | ------------- | ------------ | -------------- |
| Vlag van Nederland | Jet van Beijeren | sc Heerenveen | 30 juni 2027 |                |
| Vlag van Nederland | Shanique Dessing | PSV           | 30 juni 2027 |                |
| Vlag van Tunesië   | Sabrine Ellouzi  | Excelsior     | 30 juni 2026 |                |

#### Vertrokken 2025/26
| Nat.               | Naam              | Naar          | Bijzonderheden |
| ------------------ | ----------------- | ------------- | -------------- |
| Vlag van Nederland | Robin Blom        | ADO Den Haag  |                |
| Vlag van Marokko   | Romaissa Boukakar | sc Heerenveen |                |
| Vlag van Nederland | Isa Colin         | Ajax          |                |
| Vlag van Nederland | Ilvy Zijp         | PEC Zwolle    |                |

### Jeugdopleiding

#### Aangetrokken 2025/26
| Nat.               | Naam         | Contract     | Bijzonderheden |
| ------------------ | ------------ | ------------ | -------------- |
| Vlag van Nederland | Ayah Elaoudi | 30 juni 2027 |                |

#### Vertrokken 2025/26
| Nat. | Naam | Naar | Bijzonderheden |
| ---- | ---- | ---- | -------------- |
|      |      |      |                |

### Winter

#### Aangetrokken 2025/26
| Nat. | Naam | Van | Bijzonderheden |
| ---- | ---- | --- | -------------- |
|      |      |     |                |

#### Vertrokken 2025/26
| Nat. | Naam | Naar | Bijzonderheden |
| ---- | ---- | ---- | -------------- |
|      |      |      |                |

## Wedstrijdstatistieken

### Oefenwedstrijden
| Oefenwedstrijd 1                                                        | NAC Breda                              | 1 – 6 (0 – 4)    | AZ                                    | Opstelling AZ |
| 24 juni 2025 Aanvangstijd: 13.00 uur Plaats: Breda Sportpark Heksenwiel | July Schneijderberg 62'                | Wedstrijdverslag | 4' 20' 22' 37' 74' Onbekend           | Onbekend      |
| Oefenwedstrijd 2                                                        | FC Utrecht                             | 3 – 3 (0 – 1)    | AZ                                    | Opstelling AZ |
| 11 juli 2025 Aanvangstijd: 12.00 uur Plaats: nnb.                       | Onbekend 58' Onbekend 69' Onbekend 76' | Wedstrijdverslag | 9' Onbekend 61' Onbekend 83' Onbekend |               |
| Oefenwedstrijd 3                                                        | ADO Den Haag                           | 1 – 5 (0 – 3)    | AZ                                    | Opstelling AZ |
| 8 augustus 2025 Aanvangstijd: 16.00 uur Plaats: nnb.                    | Onbekend                               | Wedstrijdverslag | Onbekend                              | Onbekend      |
| Oefenwedstrijd 4                                                        | AZ                                     | 1 – 1 (1 – 1)    | Oud-Heverlee Leuven                   | Opstelling AZ |
| 16 augustus 2025 Aanvangstijd: Onbekend Plaats: Onbekend                | Onbekend                               | Wedstrijdverslag | Onbekend                              | Onbekend      |

### Eredivisie
|       | ADO Den Haag | Ajax | Excelsior | Feyenoord | sc Heerenveen | Hera United / Telstar | NAC Breda | PEC Zwolle | PSV | FC Twente | FC Utrecht |
| ----- | ------------ | ---- | --------- | --------- | ------------- | --------------------- | --------- | ---------- | --- | --------- | ---------- |
| Thuis | –            | –    | –         | –         | –             | –                     | –         | –          | –   | –         | –          |
| Uit   | –            | –    | –         | –         | –             | –                     | –         | –          | –   | –         | –          |

| Speelronde 1                                                                        | AZ            | – ( – )          | Telstar       | Opstelling AZ |
| 7 september 2025 Aanvangstijd: 16.45 uur Plaats: Wijdewormer AFAS Trainingscomplex  |               | Wedstrijdverslag |               |               |
| Speelronde 2                                                                        | Excelsior     | – ( – )          | AZ            | Opstelling AZ |
| 21 september 2025 Aanvangstijd: 16.45 uur Plaats: Rotterdam Stadion Woudestein      |               | Wedstrijdverslag |               |               |
| Speelronde 3                                                                        | AZ            | – ( – )          | Ajax          | Opstelling AZ |
| 28 september 2025 Aanvangstijd: 12.15 uur Plaats: Wijdewormer AFAS Trainingscomplex |               | Wedstrijdverslag |               |               |
| Speelronde 4                                                                        | ADO Den Haag  | – ( – )          | AZ            | Opstelling AZ |
| 5 oktober 2025 Aanvangstijd: 16.45 uur Plaats: Den Haag Bingoal Stadion             |               | Wedstrijdverslag |               |               |
| Speelronde 5                                                                        | AZ            | – ( – )          | Feyenoord     | Opstelling AZ |
| 12 oktober 2025 Aanvangstijd: 16.44 uur Plaats: Wijdewormer AFAS Trainingscomplex   |               | Wedstrijdverslag |               |               |
| Speelronde 6                                                                        | PSV           | – ( – )          | AZ'           | Opstelling AZ |
| 2 november 2025 Aanvangstijd: 16.45 uur Plaats: Eindhoven PSV Campus De Herdgang    |               | Wedstrijdverslag |               |               |
| Speelronde 7                                                                        | FC Utrecht    | – ( – )          | AZ            | Opstelling AZ |
| 16 november 2025 Aanvangstijd: 16.45 uur Plaats: Utrecht Sportcomplex Zoudenbalch   |               | Wedstrijdverslag |               |               |
| Speelronde 8                                                                        | AZ            | – ( – )          | NAC Breda     | Opstelling AZ |
| 23 november 2025 Aanvangstijd: 16.45 uur Plaats: Wijdewormer AFAS Trainingscomplex  |               | Wedstrijdverslag |               |               |
| Speelronde 9                                                                        | FC Twente     | – ( – )          | AZ            | Opstelling AZ |
| 7 december 2025 Aanvangstijd: 14.00 uur Plaats: Enschede Sportpark Schreurserve     |               | Wedstrijdverslag |               |               |
| Speelronde 10                                                                       | AZ            | – ( – )          | PEC Zwolle    | Opstelling AZ |
| 21 december 2025 Aanvangstijd: 16.45 uur Plaats: Wijdewormer AFAS Trainingscomplex  |               | Wedstrijdverslag |               |               |
| Speelronde 11                                                                       | sc Heerenveen | – ( – )          | AZ            | Opstelling AZ |
| 17-18 januari 2026 Aanvangstijd: n.t.b. Plaats: Heerenveen Sportpark Skoatterwald   |               | Wedstrijdverslag |               |               |
| Speelronde 12                                                                       | AZ            | – ( – )          | FC Twente     | Opstelling AZ |
| 24-25 januari 2026 Aanvangstijd: n.t.b. Plaats: Wijdewormer AFAS Trainingscomplex   |               | Wedstrijdverslag |               |               |
| Speelronde 13                                                                       | PEC Zwolle    | – ( – )          | AZ            | Opstelling AZ |
| 31 januari-1 februari 2026 Aanvangstijd: n.t.b. Plaats: Zwolle MAC³PARK stadion     |               | Wedstrijdverslag |               |               |
| Speelronde 14                                                                       | Telstar       | – ( – )          | AZ            | Opstelling AZ |
| 14-15 februari 2026 Aanvangstijd: n.t.b. Plaats: Velsen-Zuid 711 Stadion            |               | Wedstrijdverslag |               |               |
| Speelronde 15                                                                       | AZ            | – ( – )          | PSV           | Opstelling AZ |
| 21-22 februari 2026 Aanvangstijd: n.t.b. Plaats: Wijdewormer AFAS Trainingscomplex  |               | Wedstrijdverslag |               |               |
| Speelronde 16                                                                       | NAC Breda     | – ( – )          | AZ            | Opstelling AZ |
| 14-15 maart 2026 Aanvangstijd: n.t.b. Plaats: Breda Sportpark Heksenwiel            |               | Wedstrijdverslag |               |               |
| Speelronde 17                                                                       | AZ            | – ( – )          | FC Utrecht    | Opstelling AZ |
| 28-29 maart 2025 Aanvangstijd: n.t.b. Plaats: Wijdewormer AFAS Trainingscomplex     |               | Wedstrijdverslag |               |               |
| Speelronde 18                                                                       | Feyenoord     | – ( – )          | AZ            | Opstelling AZ |
| 4-5 april 2026 Aanvangstijd: n.t.b. Plaats: Rotterdam Sportcomplex Varkenoord       |               | Wedstrijdverslag |               |               |
| Speelronde 19                                                                       | AZ            | – ( – )          | ADO Den Haag  | Opstelling AZ |
| 25-26 april 2025 Aanvangstijd: n.t.b. Plaats: Wijdewormer AFAS Trainingscomplex     |               | Wedstrijdverslag |               |               |
| Speelronde 20                                                                       | AZ            | – ( – )          | sc Heerenveen | Opstelling AZ |
| 2-3 mei 2025 Aanvangstijd: n.t.b. Plaats: Wijdewormer AFAS Trainingscomplex         |               | Wedstrijdverslag |               |               |
| Speelronde 21                                                                       | Ajax          | – ( – )          | AZ            | Opstelling AZ |
| 8 mei 2025 Aanvangstijd: 20.00 uur Plaats: Amsterdam Sportpark De Toekomst          |               | Wedstrijdverslag |               |               |
| Speelronde 22                                                                       | AZ            | – ( – )          | Excelsior     | Opstelling AZ |
| 22 mei 2025 Aanvangstijd: 20.00 uur Plaats: Wijdewormer AFAS Trainingscomplex       |               | Wedstrijdverslag |               |               |

## Statistieken AZ 2025/2026

### Tussenstand AZ in de Nederlandse Eredivisie Vrouwen 2025 / 2026
| Stand | Gespeeld | Gewonnen | Gelijk | Verloren | Punten | Doelpunten voor | Doelpunten tegen | Gele kaarten | Rode kaarten |
| ----- | -------- | -------- | ------ | -------- | ------ | --------------- | ---------------- | ------------ | ------------ |
|       |          |          |        |          |        |                 |                  |              |              |

### Topscorers
| #              | Naam   | Goal |
| -------------- | ------ | ---- |
| 1.             |        | 0    |
| Eigen doelpunt |        |      |
| 1.             |        | 0    |
| Totaal         | Totaal | 0    |

| #      | Naam   | Goal |
| ------ | ------ | ---- |
| 1.     |        | 0    |
| Totaal | Totaal | 0    |

| #      | Naam   | Goal |
| ------ | ------ | ---- |
| 1.     |        | 0    |
| Totaal | Totaal | 0    |

### Kaarten
| #      | Naam   | ` |
| ------ | ------ | - |
| 1.     |        | 0 |
| Totaal | Totaal | 0 |

| #      | Naam   | Kreeg voor de tweede keer geel en dus rood |
| ------ | ------ | ------------------------------------------ |
| 1.     |        | 0                                          |
| Totaal | Totaal | 0                                          |

| #      | Naam   | Weggestuurd |
| ------ | ------ | ----------- |
|        |        |             |
| Totaal | Totaal | 0           |

## Voetnoten
ADO Den Haag · 
Ajax · 
AZ · 
Excelsior Rotterdam · 
Feyenoord · 
sc Heerenveen · 
NAC Breda · 
PEC Zwolle · 
PSV · 
Telstar · 
FC Twente · 
FC Utrecht